# Canton de Condat
Le canton de Condat était une division administrative française, située dans le département du Cantal en région d'Auvergne. Il a été supprimé en 2015 à la suite du redécoupage des cantons du département.

## Composition
Le canton de Condat regroupait 9 communes :
| Nom                    | Code Insee | Intercommunalité            | Superficie (km2) | Population (dernière pop. légale) | Densité (hab./km2) |
| ---------------------- | ---------- | --------------------------- | ---------------- | --------------------------------- | ------------------ |
| Condat (chef-lieu)     | 15054      | CC du Pays Gentiane         | 40,24            | 1 031 (2014)                      | 26                 |
| Chanterelle            | 15040      | CC du Pays Gentiane         | 19,72            | 91 (2014)                         | 4,6                |
| Lugarde                | 15110      | CC du Pays Gentiane         | 13,43            | 152 (2014)                        | 11                 |
| Marcenat               | 15114      | CC Hautes Terres Communauté | 51,47            | 505 (2014)                        | 9,8                |
| Marchastel             | 15116      | CC du Pays Gentiane         | 22,92            | 148 (2014)                        | 6,5                |
| Montboudif             | 15129      | CC du Pays Gentiane         | 20,42            | 188 (2014)                        | 9,2                |
| Montgreleix            | 15132      | CC du Massif du Sancy       | 17,63            | 40 (2014)                         | 2,3                |
| Saint-Amandin          | 15170      | CC du Pays Gentiane         | 31,89            | 218 (2014)                        | 6,8                |
| Saint-Bonnet-de-Condat | 15173      | CC du Pays Gentiane         | 17,32            | 110 (2014)                        | 6,4                |

## Histoire
Le canton de Condat s'appelait canton de Marcenat jusqu'en 1906 (décret du 4 juillet 1906). Il faisait partie de l'arrondissement de Murat jusqu'en 1926, puis de l'arrondissement de Saint-Flour.
Le canton a été supprimé en 2015 à la suite du redécoupage des cantons du département ; les 9 communes ont intégré le canton de Riom-ès-Montagnes.

## Représentation

### Conseillers d'arrondissement (de 1833 à 1940)
Le canton de Marcenat (Condat) avait trois conseillers d'arrondissement.
| Période                                  | Période          | Identité                                    | Étiquette | Qualité |
| ---------------------------------------- | ---------------- | ------------------------------------------- | --------- | --- |
| 1833                                     | 1848             | Raymond Tournadre père                      |           | Notaire à Marcenat                                                                                          |
| 1833                                     | 1842             | Jean Baptiste Serre ainé                    |           | Maire de Marchastel                                                                                         |
| 1833                                     | 1836             | Jean François Chomette (1781-1858)          |           | Notaire à Condat                                                                                            |
| 1836                                     | 1842             | M. Boyer                                    |           | Notaire à Condat                                                                                            |
| 1842                                     | 1852             | Jean-François Chomette                      |           | Propriétaire à Condat                                                                                       |
| 1848                                     | 1852             | Jean Joseph Élie Fabre                      |           | Notaire à Marcenat                                                                                          |
| 1848                                     | 1852             | Hugues Monteil                              |           | Maire de Lugarde                                                                                            |
| 1852                                     | 1871             | Antoine Martial Commolet (1815-1891)        |           | Avoué à Murat, propriétaire à Marchastel                                                                    |
| 1852                                     | 1874 (décès)     | Jean-Baptiste Auguste Tournadre (1802-1874) |           | Notaire à Marcenat                                                                                          |
| 1852                                     | 1858             | Dominique Hippolyte Benoid                  |           | Maire de Marcenat                                                                                           |
| 1858                                     | 1867             | Antoine Amédée Fargeix                      |           | Notaire |
| 1867                                     |                  | Ambroise Monteil (1824-1892)                |           | Propriétaire, maire de Lugarde                                                                              |
| 1871                                     | 1877             | Henri Boyer                                 |           | Notaire à Condat                                                                                            |
| 1877                                     | 1883             | Jean Servaire                               |           | Huissier, maire de Condat (1877-1879)                                                                       |
| 1883                                     | 1888 (démission) | Pierre Valentin                             |           | Maire de Marcenat                                                                                           |
| 1883                                     | 1895             | Alexis Baduel                               |           | Médecin à Condat                                                                                            |
| 1888                                     | 1895             | Martial Commolet                            |           | Maire de Marchastel                                                                                         |
| 1895                                     | 1907             | Jean Espinoux                               |           | Propriétaire à Montboudif                                                                                   |
| 1904                                     | 1907             | Jean-Baptiste Salsac                        |           | Agriculteur, maire de Marchastel                                                                            |
| 1895                                     | 1907             | Albert Sandrin                              |           | Propriétaire à Marcenat                                                                                     |
| 1907                                     | 1913             | M. Mage                                     | Libéral   | Médecin, maire de Marcenat                                                                                  |
| 1907                                     | 1913             | Léon Maret                                  | Libéral   | Négociant à Condat                                                                                          |
| 1907                                     | 1913             | Jules Tournadre                             | Libéral   | Propriétaire à Lugarde                                                                                      |
| 1913                                     | 1919             | Jean Espinoux                               |           | Propriétaire, maire de Montboudif                                                                           |
| 1913                                     | 1919             | Lucien Cornet                               |           | Maire de Marcenat                                                                                           |
| 1913                                     | 1919             | Louis Veyssière                             |           | Maire de Saint-Amandin                                                                                      |
| 1919                                     | 1925             | Jules Robert                                |           | Adjoint au maire de Marcenat                                                                                |
| 1919                                     | 1925             | Félix Cuzols                                |           | Maire de Marcenat                                                                                           |
| 1919                                     | 1925             | Géraud Valarcher                            |           | Maire de Marchastel                                                                                         |
| 1925                                     | 1930 (décès)     | Léon Puéchavy (1877-1930)                   |           | Médecin, propriétaire à Condat                                                                              |
| 1925                                     | 1931             | Jean-Maurice Jabiol (1895-1975)             |           | Médecin, propriétaire à Marcenat                                                                            |
| 1925                                     | 1931             | Martin Rougier                              |           | Propriétaire à Marchastel                                                                                   |
| 1931                                     | 1937             | Henri Robert                                |           | Maire de Condat                                                                                             |
| 1931                                     | 1937             | Géraud Valarcher                            |           | Maire de Marchastel                                                                                         |
| 1931                                     | 1937             | Henri Mainial                               |           | Conseiller municipal de Marcenat                                                                            |
| 1937                                     | 1940             | Jean Desclaux (1879-1967)                   | Radical   | Conservateur des hypothèques à Fontainebleau, propriétaire à Marcenat et à Paris                            |
| 1937                                     | 1940             | Édouard Dumas                               | Radical   | Pharmacien, adjoint au maire de Condat                                                                      |
| 1937                                     | 1940             | François Guille                             | Radical   | Négociant en toiles, conseiller municipal de Lugarde, ancien maire de Saint-Bonnet-de-Condat                |
| 1940                                     |                  |                                             |           | Les conseils d'arrondissement ont été suspendus par la loi du 12 octobre 1940 et n'ont jamais été réactivés |
| Les données manquantes sont à compléter. |                  |                                             |           | |

### Conseillers généraux de 1833 à 2015
| Période                                  | Période                   | Identité                                           | Étiquette                | Qualité |
| ---------------------------------------- | ------------------------- | -------------------------------------------------- | ------------------------ | --- |
| Les données manquantes sont à compléter. |                           |                                                    |                          | |
| 1833                                     | 1839                      | Jean François Bonaventure Benoid                   | Gouvernemental           | Expert-géomètre Maire de Marcenat |
| 1839                                     | 1840 (démission)          | Antoine Chabrier (1762-1844)                       |                          | Avocat, juge de paix à Marcenat |
| 1840                                     | 1847 (décès)              | Marquis Henri de Castellane                        | Centre                   | Auditeur au Conseil d'État Maire de Marcenat, député (1845-1847) Propriétaire du château de Rochecotte à Saint-Patrice (Indre-et-Loire) |
| 1847                                     | 1852                      | Gabriel Raynaud                                    |                          | Avocat à Murat |
| 1852                                     | 1861                      | Émile Teissèdre                                    |                          | Propriétaire, maire de Murat, conseiller d'arrondissement du canton de Murat                                                            |
| 1861                                     | 1862 (annulation)         | André Ponthion Hippolyte Baraduc                   |                          | Docteur en médecine à Condat |
| 1862                                     | 1870                      | Guillaume-Henry de Chomeil de Lajaleine            |                          | Ancien juge de paix à Chaudesaigues Propriétaire du château d'Apchat                                                                    |
| 1870                                     | 1877                      | Marquis Antoine Boniface de Castellane de Novejean | Droite Monarchiste       | Ancien officier Député (1871-1877) |
| 1877                                     | 1886                      | Jean Flour Marie Aimé Valentin                     | Républicain modéré       | Notaire et avocat |
| 1886                                     | 1888 (décès)              | Henri Joseph Jean Nicolas Boyer                    | Républicain              | Notaire, expert-géomètre, maire de Condat (1881-1888)                                                                                   |
| 1888                                     | 1892                      | Pierre Gaspard Valentin                            | Républicain modéré       | Maire de Marcenat, conseiller d'arrondissement                                                                                          |
| 1892                                     | 1898                      | Francis Charmes                                    | Républicain opportuniste | Avocat Député (1881-1885, 1889-1898) Sénateur (1900-1912)                                                                               |
| 1898                                     | 1913 (décès)              | Alexis Baduel                                      | Rad.                     | Médecin Maire de Condat (1888-1913) |
| 1913                                     | 1919                      | Ferdinand Baduel (frère du précédent)              | Rad.                     | Pharmacien - Maire de Condat (1913-1919) Député (1906-1919)                                                                             |
| 1919                                     | 1928                      | Élie Jalenques (1863-1946)                         | Bloc national            | Avocat - Maire de Condat (1920-1925) |
| 1928                                     | 1941 (démission d'office) | Maurice Jabiol (1895-1975)                         | Rad.                     | Docteur en médecine Maire de Condat (1935-1941) Révoqué par le Gouvernement de Vichy                                                    |
|                                          |                           |                                                    |                          | |
| 1945                                     | 1967                      | Maurice Jabiol                                     | Rad. puis DVD puis UDR   | Médecin Maire de Condat (1945-1969) |
| 1967                                     | 1992                      | Germain Monteil                                    | UDR puis RPR             | Vétérinaire Maire de Condat (1969-1995)                                                                                                 |
| 1992                                     | 2011                      | Jean-Claude Wälchli                                | DVD puis UMP             | Chef d'entreprise Maire de Condat (1995-2001)                                                                                           |
| 2011                                     | 2015                      | Jean Mage                                          | DVD                      | Cadre Maire de Condat depuis mars 2008                                                                                                  |

### Résultats électoraux détaillés
- Élections cantonales de 2004 : Jean-Claude Wälchli   (UMP) est élu au 1er tour avec 58,49 % des suffrages exprimés, devant René Dief   (Divers gauche) (34,3 %) et Bernard Gaston (Divers droite) (7,21 %). Le taux de participation est de 66,03 % (1 841 votants sur 2 788 inscrits)[8].
- Élections cantonales de 2011 : Jean Mage   (Divers droite) est élu au 1er tour avec 55,68 % des suffrages exprimés, devant Jean-Claude Walchli (UMP) (35,72 %) et Patrick Meral  (PCF) (5,06 %). Le taux de participation est de 69,54 % (1 422 votants sur 2 045 inscrits)[9].

## Démographie
| 1962  | 1968  | 1975  | 1982  | 1990  | 1999  | 2006  | 2011  | 2012  |
| ----- | ----- | ----- | ----- | ----- | ----- | ----- | ----- | ----- |
| 6 031 | 5 779 | 4 873 | 4 267 | 3 555 | 2 953 | 2 719 | 2 498 | 2 478 |